# Zeulenroda-Triebes
Zeulenroda-Triebes je grad u njemačkoj saveznoj pokrajini Tiringiji. Nalazi se u južnom dijelu okruga Greiz, na granici sa Saskom. Grad je nastao 2006. spajanjem Zeulenrode i Triebesa.

## Vanjske poveznice
- Službena stranica
- Landkreis Greiz

### Ostali projekti
|  | Zajednički poslužitelj ima još gradiva o temi Zeulenroda-Triebes |